# Cathy Wedge
Catherine Wedge –conocida como Cathy Wedge– (Saskatoon, 29 de diciembre de 1950) es una jurista canadiense que lleva desde el 2001 ejerciendo de jueza en la Corte Suprema de Columbia Británica. También es una jinete canadiense que compitió en la modalidad de concurso completo.
Ganó una medalla de oro en el Campeonato Mundial de Concurso Completo de 1978 y una medalla de oro en los Juegos Panamericanos de 1971.

## Palmarés internacional
| Campeonato Mundial   | Campeonato Mundial         | Campeonato Mundial | Campeonato Mundial |
| Año                  | Lugar                      | Medalla            | Categoría          |
| -------------------- | -------------------------- | ------------------ | ------------------ |
| 1978                 | Lexington (Estados Unidos) | Medalla de oro     | Por equipos        |
| Juegos Panamericanos |                            |                    |                    |
| Año                  | Lugar                      | Medalla            | Categoría          |
| 1971                 | Cali (Colombia)            | Medalla de oro     | Por equipos        |